# Grand Est Open 88
Il Grand Est Open 88, conosciuto precedentemente anche come Open 88 Contrexéville, è un torneo di tennis che si gioca sulla terra rossa. Il torneo si disputa a Contrexéville in Francia dal 2007. Faceva parte dell'ITF Women's Circuit fino al 2021, mentre dal 2022 è passato alla categoria WTA 125.

## Albo d'oro

### Singolare
| Anno | Categoria                             | Campionessa                           | Finalista                             | Punteggio                             |
| ---- | ------------------------------------- | ------------------------------------- | ------------------------------------- | ------------------------------------- |
| 2007 | ITF $50,000                           | Andrea Petković                       | Ksenija Milevskaja                    | 6–2, 6–0                              |
| 2008 | ITF $50,000                           | Ioana Raluca Olaru                    | Stéphanie Foretz Gacon                | 6–4, 6–2                              |
| 2009 | ITF $50,000                           | Ekaterina Byčkova                     | Kathrin Wörle                         | 6–4, 6–4                              |
| 2010 | ITF $50,000                           | Jelena Dokić                          | Olivia Sanchez                        | 4–6, 6–3, 6–1                         |
| 2011 | ITF $50,000                           | Iryna Brémond                         | Stéphanie Foretz Gacon (2)            | 6–4, 6(1)–7, 6–2                      |
| 2012 | ITF $50,000                           | Aravane Rezaï                         | Yvonne Meusburger                     | 6–3, 2–6, 6–3                         |
| 2013 | ITF $50,000                           | Timea Bacsinszky                      | Beatriz García Vidagany               | 6–1, 6–1                              |
| 2014 | ITF $100,000                          | Irina-Camelia Begu                    | Kaia Kanepi                           | 6–3, 6–4                              |
| 2015 | ITF $100,000                          | Alexandra Dulgheru                    | Julija Putinceva                      | 6–3, 1–6, 7–5                         |
| 2016 | ITF $100,000                          | Pauline Parmentier                    | Océane Dodin                          | 6–1, 6–1                              |
| 2017 | ITF $100,000                          | Johanna Larsson                       | Tatjana Maria                         | 6–1, 6–4                              |
| 2018 | ITF $100,000                          | Stefanie Vögele                       | Sara Sorribes Tormo                   | 6–4, 6–2                              |
| 2019 | ITF $100,000                          | Katarina Zavac'ka                     | Ulrikke Eikeri                        | 6–4, 6–4                              |
| 2020 | Annullato per pandemia di Coronavirus | Annullato per pandemia di Coronavirus | Annullato per pandemia di Coronavirus | Annullato per pandemia di Coronavirus |
| 2021 | ITF $100,000                          | Anhelina Kalinina                     | Dalma Gálfi                           | 6–2, 6–2                              |
| 2022 | WTA 125                               | Sara Errani                           | Dalma Gálfi                           | 6–4, 1–6, 7–6(4)                      |
| 2023 | WTA 125                               | Arantxa Rus                           | Anastasija Pavljučenkova              | 6–3, 6–3                              |
| 2024 | WTA 125                               | Lucia Bronzetti                       | Mayar Sherif                          | 6–4, 6(4)–7, 7–5                      |
| 2025 | WTA 125                               | Francesca Jones                       | Elsa Jacquemot                        | 6-4, 7-6(2)                           |

### Doppio
| Anno | Categoria                             | Campionesse                                    | Finaliste                                | Punteggio                             |
| ---- | ------------------------------------- | ---------------------------------------------- | ---------------------------------------- | ------------------------------------- |
| 2007 | ITF $50,000                           | Renata Voráčová (1) Barbora Záhlavová-Strýcová | Kacjaryna Dzehalevič Ksenija Milevskaja  | 6–2, 6–2                              |
| 2008 | ITF $50,000                           | Stéphanie Foretz Gacon Aurélie Védy            | Erica Krauth Hanna Nooni                 | 6–4, 6–4                              |
| 2009 | ITF $50,000                           | Yvonne Meusburger Kathrin Wörle                | Stéphanie Cohen-Aloro Pauline Parmentier | 6–2, 6–2                              |
| 2010 | ITF $50,000                           | Nina Bratčikova Ekaterina Ivanova              | Jelena Dokić Sharon Fichman              | 4–6, 6–4, [10–3]                      |
| 2011 | ITF $50,000                           | Valentina Ivachnenko Kateryna Kozlova          | Erika Sema Roxane Vaisemberg             | 2–6, 7–5, [12–10]                     |
| 2012 | ITF $50,000                           | Julija Bejhel'zymer Renata Voráčová (2)        | Tereza Mrdeža Silvia Njirić              | 6–1, 6–1                              |
| 2013 | ITF $50,000                           | Vanesa Furlanetto Amandine Hesse               | Ana Konjuh Silvia Njirić (2)             | 7–6(3), 6–4                           |
| 2014 | ITF $100,000                          | Aleksandra Panova Laura Thorpe                 | Irina-Camelia Begu María Irigoyen        | 6–3, 4–0 rit.                         |
| 2015 | ITF $100,000                          | Oksana Kalašnikova (1) Danka Kovinić           | Irina Ramialison Constance Sibille       | 2–6, 6–3, [10–6]                      |
| 2016 | ITF $100,000                          | Cindy Burger Laura Pous Tió                    | Nicole Melichar Renata Voráčová          | 6–1, 6–3                              |
| 2017 | ITF $100,000                          | Anastasija Komardina Elica Kostova             | Manon Arcangioli Sara Cakarevic          | 6–3, 6–4                              |
| 2018 | ITF $100,000                          | An-Sophie Mestach Zheng Saisai                 | Prarthana Thombare Eva Wacanno           | 3–6, 6–2, [10–7]                      |
| 2019 | ITF $100,000                          | Georgina García Pérez Oksana Kalašnikova (2)   | Anna Danilina Eva Wacanno (2)            | 6–3, 6–3                              |
| 2020 | Annullato per pandemia di Coronavirus | Annullato per pandemia di Coronavirus          | Annullato per pandemia di Coronavirus    | Annullato per pandemia di Coronavirus |
| 2021 | ITF $100,000                          | Anna Danilina Ulrikke Eikeri (1)               | Dalma Gálfi Kimberley Zimmermann         | 6–0, 1–6, [10–4]                      |
| 2022 | WTA 125                               | Ulrikke Eikeri (2) Tereza Mihalíková           | Han Xinyun Aleksandra Panova             | 7–6(8), 6–2                           |
| 2023 | WTA 125                               | Cristina Bucșa Alëna Fomina-Klotz              | Amina Anšba Anastasia Dețiuc             | 4–6, 6–3, [10–7]                      |
| 2024 | WTA 125                               | Oksana Kalašnikova (3) Iryna Šymanovič         | Wu Fang-hsien Zhang Shuai                | 5–7, 6–3, [10–7]                      |
| 2025 | WTA 125                               | Quinn Gleason Ingrid Martins                   | Emily Appleton Isabelle Haverlag         | 6-1, 7-6(4)                           |